# Movistar Plus+ (canal de televisión)
Movistar Plus+ es un canal de televisión por suscripción español, propiedad de Telefónica, que emite en exclusiva en la plataforma del mismo nombre, de la cual es su canal generalista de referencia. Su programación mantiene la misma temática que su predecesor, #0, pero añadiendo contenidos deportivos que antes sólo estaban disponibles en Vamos.

## Historia
En julio de 2023, Movistar Plus+ anunció una remodelación completa de su oferta televisiva, que implicaba tanto la desaparición de algunos canales como la creación de otros. En este plan de reconstrucción se encontraba sustituir #0 por M+ por un canal que tuviera el mismo nombre que la plataforma, para reforzar la marca.
El día 1 de agosto, comenzó sus emisiones en pruebas en la plataforma emitiendo un bucle de continuidad, para después empezar su programación definitivamente a las 14:05.

## Derechos deportivos
- Fútbol
  -  LaLiga EA Sports (1 por jornada)
  -  LaLiga Hypermotion (1 por jornada)
  -  Copa del Rey (1 por Ronda)
  -  Supercopa de España (completa)
  -  Premier League (1 por jornada)
  -  Champions League (1 por jornada y eliminatoria)
  -  Europa League (mejor partido de los equipos españoles)
- Baloncesto
  -  Supercopa Endesa
  -  Liga Endesa (1/9)
  -  Euroliga (2 por jornada)
  -  NBA (1 semanal, All-Star y Finales)
- Tenis
  -  Grand Slam (Finales y algunos partidos importantes)
  -  ATP 1000 (Finales y algunos partidos importantes)
- Fútbol Americano
  -  NFL (1 semanal)

## Disponibilidad
En España, el canal está disponible en exclusiva en Movistar Plus+, en el dial 7, en alta definición para clientes de fibra y satélite. También está disponible como canal de emisión lineal en el servicio de video bajo demanda, para clientes de Fusión como de Movistar Plus+ Lite.